# Ястребов Віктор Анатолійович
Ястребов Віктор Анатолійович (нар.13 січня 1982; Надвірна, Івано-Франківська область) —  український легкоатлет, який виступає в дисципліні потрійного стрибку.
Є срібним призером Чемпіонату Європи в 2009 році.

## Результати на міжнародних змаганнях
| Рік                 | Турнір                                           | Місто                | Позиція             | Результат в метрах         |
| Представляв Україна | Представляв Україна                              | Представляв Україна  | Представляв Україна | Представляв Україна        |
| ------------------- | ------------------------------------------------ | -------------------- | ------------------- | -------------------------- |
| 2000                | Чемпіонат світу з легкої атлетики серед юніорів  | Сантьяго, Чилі       | 15                  | 15.56 м. (вітер: +0.3 м/с) |
| 2001                | Чемпіонат Європи з легкої атлетики серед юніорів | Гроссето, Італія     | 3                   | 16.43 м.                   |
| 2003                | Універсіада                                      | Тегу, Південна Корея | 2                   | 16.88 м.                   |
| 2004                | Олімпійські Ігри                                 | Афіни, Греція        | 23                  | 16.43 м.                   |
| 2005                | Чемпіонат світу з легкої атлетики                | Гельсінкі, Фінляндія | 9                   | 16.90 м.                   |
| 2006                | Чемпіонат світу з легкої атлетики в приміщенні   | Москва, Росія        | 10                  | 16.89 м.                   |
| 2006                | Чемпіонат Європи з легкої атлетики               | Гетеборг, Швеція     | 7                   | 16.94 м.                   |
| 2007                | Чемпіонат світу з легкої атлетики                | Осака, Японія        | 17                  | 16.57 м.                   |
| 2008                | Олімпійські Ігри                                 | Пекін, Китай         | 26                  | 16.52 м.                   |
| 2009                | Чемпіонат Європи з легкої атлетики в приміщенні  | Турин, Італія        | 2                   | 17.25 м.                   |
| 2009                | Чемпіонат світу з легкої атлетики                | Берлін, Німеччина    | 31                  | 16.31 м.                   |
| 2010                | Чемпіонат світу з легкої атлетики в приміщенні   | Доха, Катар          | 10                  | 16.53 м.                   |
| 2013                | Чемпіонат Європи з легкої атлетики в приміщенні  | Гетеборг, Швеція     | 15                  | 16.37 м.                   |

## Особисті рекорди
- Зала - 17,25 м. (2009)
- Стадіон - 17,32 м. (2004)